# وایلر، اتریش
وایلر  (به آلمانی: Weiler) یک منطقهٔ مسکونی در اتریش است که در ناحیه فلدکیرش واقع شده‌است. وایلر  ۳٫۰۹ کیلومتر مربع مساحت دارد ۴۸۶ متر بالاتر از سطح دریا واقع شده‌است.